# Марк Валерий Месала Руф
Вижте пояснителната страница за други личности с името Марк Валерий Месала.
Марк Валерий Месала Руф (на латински: Marcus Valerius Messalla Rufus; * 103 пр.н.е.; † 27/26 пр.н.е.) е политик на късната Римска република.

## Биография
Той е племенник на оратора Квинт Хортензий и вероятно братовчед на Марк Валерий Месала Нигер. Сестра му Валерия e червъртата съпруга на диктатор Сула. Той е осиновил Марк Валерий Месала Барбат Апиан.
Месала става на млади години (82/81 пр.н.е.) авгур. 62 пр.н.е. е претор. През юли 54 пр.н.е. участва в подкупа на избиратели в борбата за нови консули. До края на годината изборите не могат да се състоят. Той е даден на съд.
За 53 пр.н.е. е избран за консул заедно с Гней Домиций Калвин и започват службата си едва през юли. През 51 пр.н.е. той е обвинен два пъти в измама на избори. Вторият път е осъден.
По време на гражданската война през 49 пр.н.е. e легат на страната на Цезар и участва между другото в боевете в Испания и Африка. След убийството на Цезар той се оттегля от политиката и се занимава само с литература. Неговите произведения de auspiciis и de familiis са се загубили.

## Деца
- Марк Валерий Месала (консул 32 пр.н.е.)[3]
- Поцит Валерий Месала (суфектконсул 29 пр.н.е.)[3]